# Samuel Clementis Flodin
Samuel Clementis Flodin, född 21 juni 1684, död 29 augusti 1738 i Stockholm, var en svensk präst och riksdagsman.

## Biografi
Samuel Flodin föddes 1684 och var son till kyrkoherden i Bäckseda församling. Han blev 1699 student vid Kungliga Akademien i Åbo och 1706 vid Pernaus universitet, där han avlades magisterexamen 1708. Flodin blev vikarierande pastor vid Svenska artilleriförsamlingen i Pernau, men tillträde aldrig tjänsten på grund av ryskt anfall. Han blev senare regementspräst vid Gröna dragonregemente och Västgöta dragonregemente 1717. År 1721 blev han kyrkoherde i Lommaryds församling och utnämnd till prost 1737. Flodin var riksdagsman vid Riksdagen 1738–1739 och avled 1738 i Stockholm.

### Familj
Flodin gifte sig 1713 med Maria Agneta Qvensel. Hon var dotter till hovrättsrådet Wilhelm Johan Quensel i Åbo. De fick tillsammans barnen kyrkoherden Lars Flodin i Gladhammars församling, sergeanten Clemens Flodin, kamreraren Carl Fredrik Flodin, rådmannen Samuel Flodin i Stockholm, kryddkrämaren Magnus Benedictus Flodin i Stockholm, kryddkrämaren Gustaf Otto Flodin i Stockholm och två döttrar.